# 莱皮奈勒孔特
莱皮奈勒孔特（法語：L'Épinay-le-Comte，法語發音：[lepinɛ lə kɔ̃t] ⓘ）是法国奥恩省的一个旧市镇，位于该省西南部，属于阿朗松区。2016年1月1日，莱皮奈勒孔特和相邻的另外2个市镇合并为新市镇帕赛维拉日（Passais-Village）。

## 地理
莱皮奈勒孔特（48°28'16"N, 0°48'39"W）面积9.55 平方千米，位于法国诺曼底大区奧恩省，该省份为法国西北部内陆省份，北起顺时针与卡爾瓦多斯省、厄尔省、厄尔-卢瓦省、萨尔特省、马耶讷省和芒什省接壤。
与莱皮奈勒孔特接壤的市镇（或旧市镇、城区）包括：芒蒂伊、代塞尔蒂讷、莱布瓦、圣欧班福斯卢万、圣西梅翁、帕赛维拉日。
莱皮奈勒孔特的时区为UTC+01:00、UTC+02:00（夏令时）。

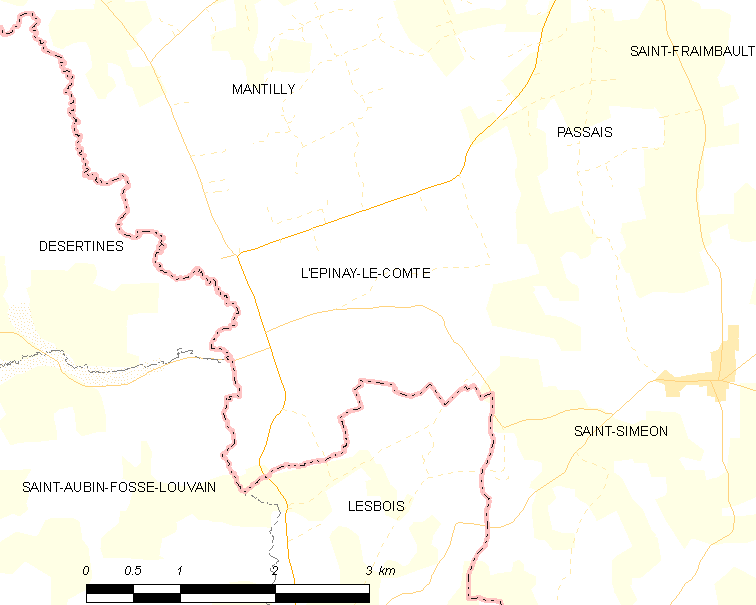
莱皮奈勒孔特的OSM定位图

## 行政
莱皮奈勒孔特的邮政编码为61350，INSEE市镇编码为61155。

## 政治
莱皮奈勒孔特所属的省级选区为奥恩诺曼底地区巴尼奥勒县。

## 人口

1962-2008年间莱皮奈勒孔特人口变化图示

莱皮奈勒孔特于2018年1月1日时的人口数量为167人。